# 六本木クラブ襲撃事件
六本木クラブ襲撃事件（ろっぽんぎクラブしゅうげきじけん）は、2012年（平成24年）9月2日に日本の東京都港区六本木で発生した殺人事件の通称で、警視庁による事件の正式名称は「六本木五丁目雑居ビル飲食店内殺人事件（ろっぽんぎごちょうめざっきょびるいんししょくてんないさつじんじけん）」である。六本木クラブ集団暴行死事件とも。

## 概要
2012年（平成24年）9月2日午前3時40分ごろ、東京・六本木六本木共同ビル(ロアビル)2階に位置するクラブ「フラワー」において、来店客の男性が、金属バットを持ち店内に乱入してきた10人ほどの目出し帽姿の男らによって袋叩きにされ、男性は後に死亡が確認された。死因は頭蓋骨損傷による失血死または脳幹部損傷とみられた。ほか同席していた友人2名も殴られ軽傷を負うに至った。
事件当時、店内では音楽イベントが開催されており、大音量のなかで500人から600人の客が居合わせたものの、VIPルームでの出来事であったことからほとんどの客が事件に気付かなかった。男性3人・女性2人の計5名とともに酒席にあった被害者を男らは無言で急襲、およそ1分間にわたって集団で一方的に暴行を加えていた。事件後、男らはワゴン車2台に分乗し東京・東大和市方面へ逃走。さらに同市を経由し埼玉県内へ逃走した。
暴走族グループ関東連合と他グループとの対立抗争に絡んだ人違いにより起こった事件とされている。2010年の朝青龍事件および海老蔵事件などと並んで、関東連合が関与した著名な事件のうちの1つとなっている。2013年に警察庁による新規定、準暴力団が新設されるきっかけとなった事件でもあった。この事件の一影響として、六本木の街の勢力図に異変が生じたとも言われる。

## 捜査
事件発生後の9月7日、被疑者グループが映った防犯カメラの映像と被疑者5名の写真を警視庁が公開。映像には目出し帽姿の男らが金属バットを手に持ち歩く様子などが映っていた。この公開映像に対し、暴走族グループの関東連合元メンバーらの関与を指摘する情報が寄せられ、さらに、犯行後の逃走に使われたワゴン車2台のうちの1台が関東連合元メンバーが役員を務める東京都内の会社の名義であったことが判明、同社を殺人容疑で家宅捜索。10月に入り、事件後に店名を改名して営業していたクラブの経営関係者ら8人を同店の無許可営業容疑（風俗営業等の規制及び業務の適正化等に関する法律違反）で逮捕した。
12月、警視庁は麻布警察署に捜査本部を設置。刑事部捜査第一課に加え、組織犯罪対策部からも人員を投入。捜査本部は凶器準備集合容疑で17人の逮捕状を取得、2013年1月9日に捜査本部は詐欺罪などで公判中の石元太一および前年12月9日に出頭し事情聴取していた2名の逮捕状を取った。ほか一部メンバーが事件後に韓国や中国・ハワイ等に出国していたため外務省が前年12月19日に旅券返納命令を出していたが、1月10日に帰国した数名を含む関東連合関係者8名（前述3名も含む）を逮捕。その後、21日までに関東連合OBならびに関係者らが計18人逮捕された。
事件の主導役と目されフィリピン潜伏中とみられる「関東連合」元メンバーが2013年2月21日に警視庁から殺人や凶器準備集合などの疑いで指名手配され、同年2月22日に国際手配された。2024年現在も警視庁により 600万円の懸賞金付で指名手配されていると同時に国際刑事警察機構より国際手配されている。
2013年1月31日には9人が殺人容疑で再逮捕。が、集団で殺害した場合は殺意の立証が困難と判断し、東京地方検察庁が殺人罪の適用を見送り傷害致死罪で起訴する方針を固めた。3人が処分保留で釈放され、15人が凶器準備集合罪で起訴され、凶器準備集合罪で起訴された15人中9人が傷害致死罪で起訴されている。

## 加害者の素性
この事件では合計19名に逮捕状が出るに至った。事件の首謀者とされる人物を除く18名が2013年までに逮捕されている。起訴状によれば、現場となったクラブに実際に押し入ったのは9名で、直接手を下したのはそのうち6名。現場で実行犯となった人物の証言によれば、19名中、関東連合の元メンバーは主犯格と石元とその人物を含む5名。19名中ほとんどの者は関東連合の元メンバーではなかった。警察当局の当初からの見立てでは、この事件の加害側関係者には暴力団の山口組系弘道会や山口組系山健組に籍を置く関東連合の関係者らが含まれていた。その点から警察当局が注目したのが、同じ山口組でも異なる系列の組員さえ動かす主犯格の関東連合内外に対する権勢であったという（主犯格自身は暴力団には所属していなかった）。
主犯格は、中学時代は学年トップで高校は首席で入学した優等生だったものの、暴力的な性格から異端扱いされていた。対立相手を完膚なきまでに叩きのめすことからインターネット上やメディアの中で「残虐王子」と呼ばれており、また「ジェノサイド」と称して襲撃した先で「（標的と）違うかも」と思いながらも無差別に人に襲いかかるなど、本事件につながる一面もあった。

## 被害者の素性
被害者の男性は東京中野区上高田在住の31歳の飲食店経営者だった。長野県出身で、大学中退後、塗装関係の営業職から東京・高円寺のキャバクラのボーイを経て、やがて複数のキャバクラ店舗を経営するようになる。事件当時は、東京・杉並区内でキャバクラを経営するとともに、渋谷区内でガールズバーと焼肉店を合わせた業態の店を経営していた。事件に絡み、手広く飲食店を手掛けていたことから加害側にあたる関東連合と何らかのトラブルを抱えていたのではないかという噂が流れもしたものの、関東連合OBの柴田大輔によれば、実際には関東連合との接点はなく、トラブルとなるような事柄もなかった。一部のインターネットの掲示板上などでは在日韓国人説なども流布し、それを事件発生の原因と関連付けるような内容の風説が流れたものの、根も葉もない誤情報であった。事件現場となった六本木5丁目のクラブフラワーの常連客で、来店の際にはいつも同じVIP席に座っており、事件当日は予約したうえで、VIPのソファ席にて友人男女5名と酒席をともにしていたという。

## 人違いの背景
取り調べに対し被疑者の一部が人違いであったと供述。背景として、関東連合OBらの証言によれば、2008年に主犯格の誕生日にあたる3月16日、ある男性が東京・西新宿の路上で襲撃を受ける西新宿事件が発生。金属バットで武装した集団によるその襲撃で死亡するに至ったその男性は関東連合の関係者で、グループOBは対立グループを率いる元暴力団メンバーを犯人とみなし行方を追っており、元暴力団メンバーと被害者の特徴が似ていたことから被疑者らが勘違いして襲撃を計画した疑いが持たれた。ライターの鈴木智彦が週刊文春2013年1月号誌上でいち早くこの人違い説を発表。逮捕された関東連合OBのうち数名は逮捕前の任意聴取の段階で人違いによる襲撃であったことを示唆する供述を行っており、捜査本部も捜査の過程で人違いによる犯行と断定するに至った。
この元暴力団メンバーは少年時代、西新宿で撲殺された男と同じギャング集団（関東連合ともつながりを有するジャックス）に兄と一緒に所属していた人物であった。柴田の記すところによると、事件以前より、関東連合に敵対視され、その行方を執拗に追われながらも唯一、関東連合に制圧されない勢力を築き率いていたのがこの兄弟であった。その敵対関係は事件に至るまで10年以上にわたって継続していたもので、件の西新宿事件はもとより、東京都内の各所で暴力事件を伴う衝突を繰り返していた。
日本人と東南アジア系のハーフと言われるこの兄弟の弟は山口組極心連合会系暴力団を破門となった人物で、短髪に浅黒い肌、はっきりとした目鼻立ち、屈強な体格、そして当時の怪我が原因となっての片足を引きずるような歩き方、という外観的特徴が当時フラワーの従業員であった人物に伝えられており、被害者の男性も当時怪我で片足を引きずっていたことがこのたびの人違いを生む要因となった。

## 裁判
2013年8月9日、東京地裁（鬼沢友直裁判長）は凶器準備集合罪のみで起訴された6人に懲役1年6月、執行猶予4年（求刑：懲役1年6月）の判決を言い渡した。前科がないことや従属的立場だったことが考慮された。傷害致死罪で起訴された残りの9人は裁判員裁判で審理されることになり、鬼沢裁判長は1人に懲役15年、4人に懲役13年、1人に懲役12年、石元に懲役11年（求刑懲役22年）、1人に懲役10年、1人に懲役8年を言い渡した。
2014年4月22日、東京高裁は、「遺族に弁償金を支払った」として一審を破棄し、一審で懲役15年、懲役13年、懲役12年を言い渡された3名に対してそれぞれ2年減刑し、懲役13年、懲役11年、懲役10年を言い渡した。
2014年12月18日、東京高裁（河合健司裁判長）は「一審判決は石元の責任を過小評価した」として一審判決を破棄し、石元に懲役15年を言い渡した。
2016年6月15日、最高裁第一小法廷（桜井龍子裁判長）は石元の上告を棄却し、石元の懲役15年が確定した。

## 類似事件
本件と犯行態様が類似した、同じく「関東連合」の関与が疑われた事件がある。
- 2011年12月14日 - 東京・六本木のキャバクラで、来店していた山口組暴力団幹部ら数名が、押しかけてきた20人程度の関東連合・住吉会関係者の男らにビール瓶等で暴行され一時意識不明の重体となった[55]。被害者側は山口組系落合金町連合の組員で、この件と本件との関わりを示唆する見方も示されている[56]。2012年12月に不良グループ怒羅権の元リーダーで指定暴力団住吉会系組員の男ら4人に傷害罪容疑で逮捕状が出た[57]。

## 文献等
事件の翌年にあたる2013年に、関東連合の元幹部にあたる柴田が事件の背景を詳細に記したノンフィクション書籍『いびつな絆 関東連合の真実』が宝島社より出版された。ベストセラーとなったこの書は事件の容疑者2名の初公判にも多大な影響を与えたという。2014年には事件の加害者側（関東連合）と本来の標的側の双方と長年にわたり近しい関係にあった瓜田純士が事件の背景についてを記した、『遺書 関東連合崩壊の真実と、ある兄弟の絆』が太田出版より出版された。容疑者のうちの1名にあたる石元が事件についてを拘留中に記した『反証 六本木クラブ襲撃事件「逮捕からの700日」』も双葉社より同年に出版されている。